# Alcudia de Monteagud
Alcudia de Monteagud este o municipalitate în provincia Almería, Andaluzia, Spania cu o populație de 190 locuitori.